# Cyclostrongylus elegans
Espèce
Cyclostrongylus elegans est une espèce de nématodes de la famille des Chabertiidae.
Cette espèce est un parasite de l’œsophage de macropodidés en Australie.